# شارلوت مور (ممثلة)
شارلوت مور هي ممثلة كندية، ولدت في عقد 1950. من الجوائز التي نالتها جائزة دورا مافور مور ‏.

## جوائز
- جائزة دورا مافور مور [الإنجليزية]‏

## وصلات خارجية
- الموقع الرسمي